# Emilio Guarini

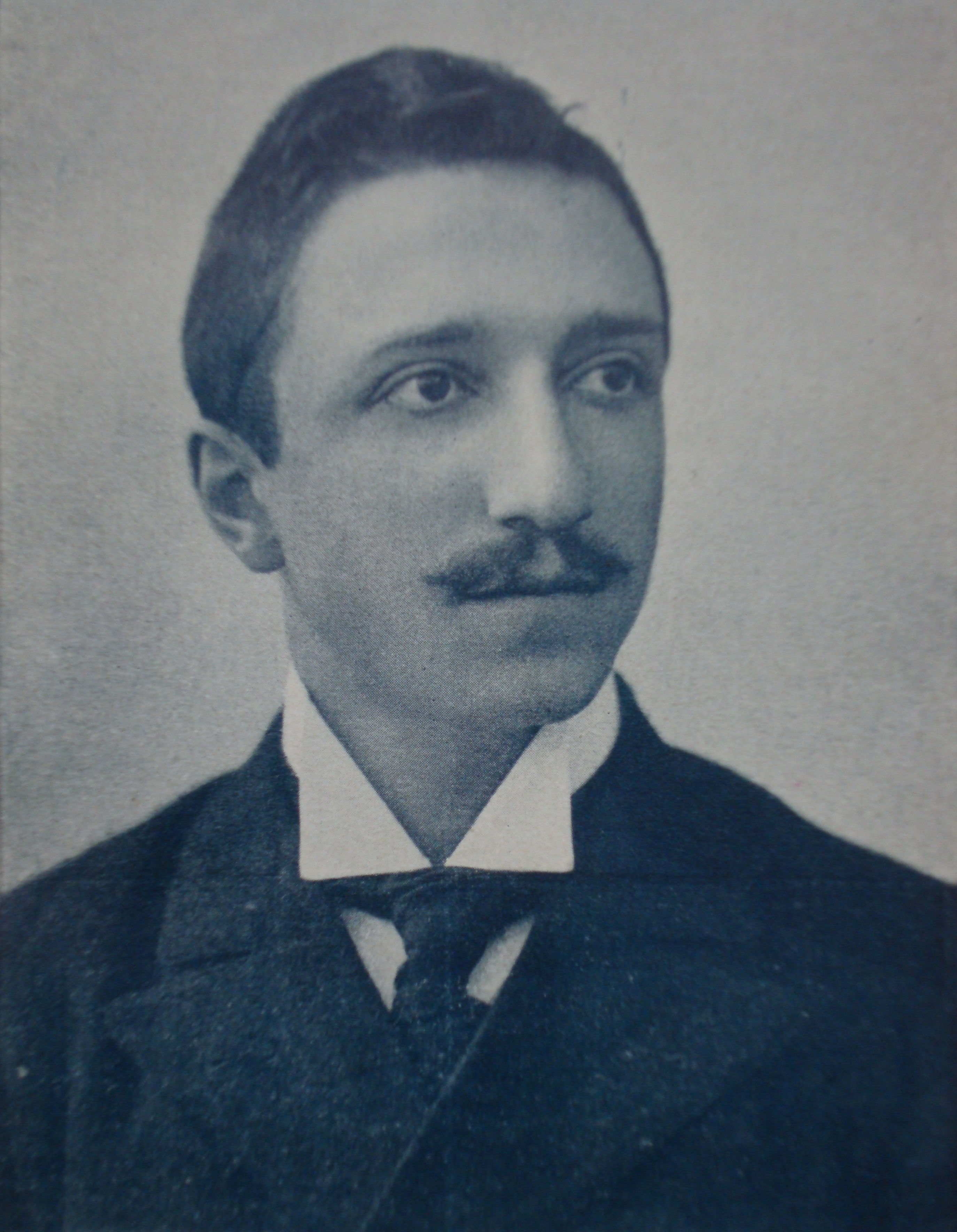
Emilio Guarini Foresio, 1899

Emilio Guarini (Fasano, 4 ottobre 1879 – Bruxelles, 13 novembre 1953) è stato un fisico e inventore italiano.

## Biografia
Sin da giovane si dedicò allo studio di Termotecnica e Radiotecnica.
Grande ammiratore di Guglielmo Marconi, studiò con attenzione ed intelletto il sistema di Marconi, inventando il ripetitore automatico.
Successivamente all'invenzione del ripetitore automatico divenne ingegnere e professore.

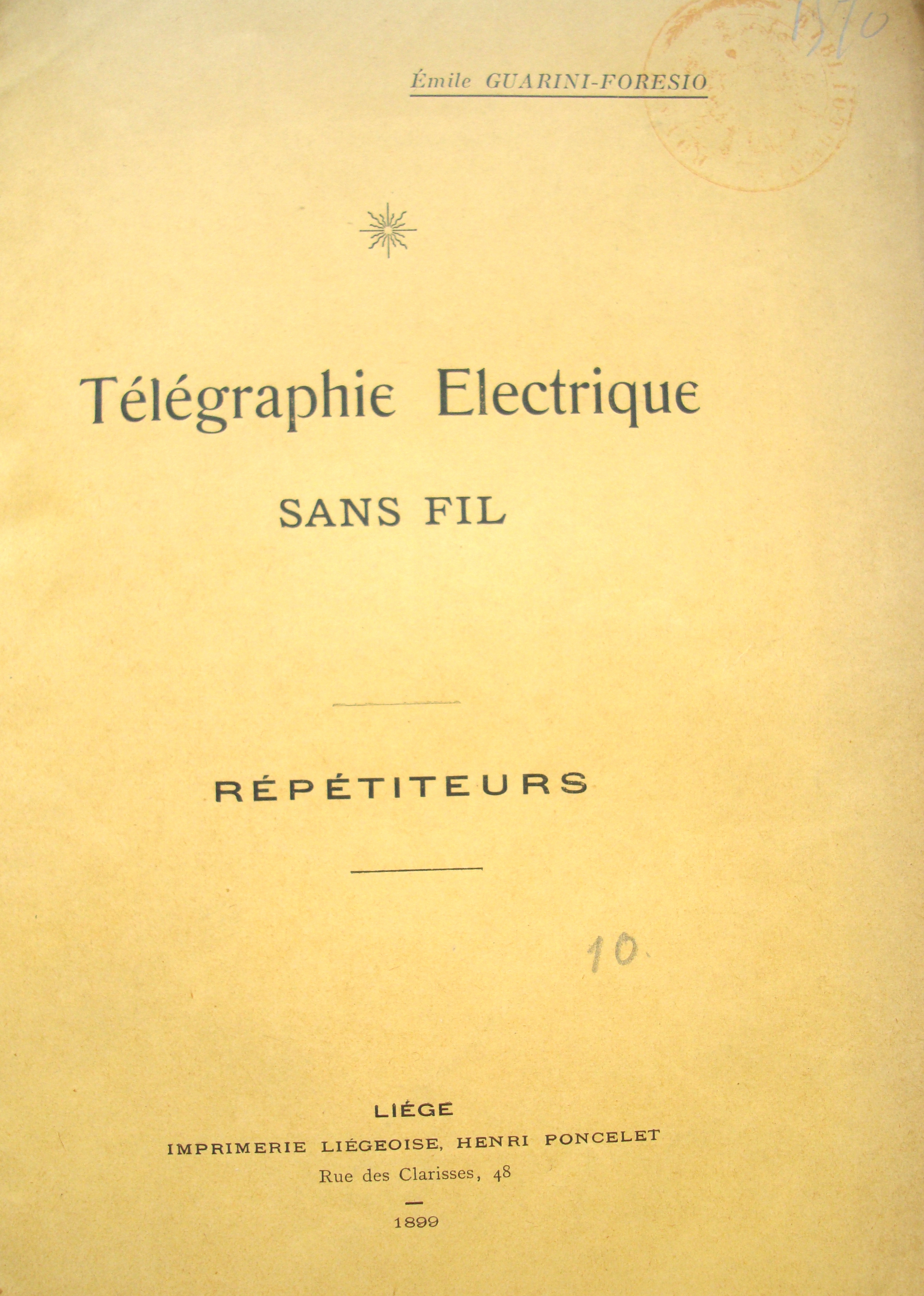

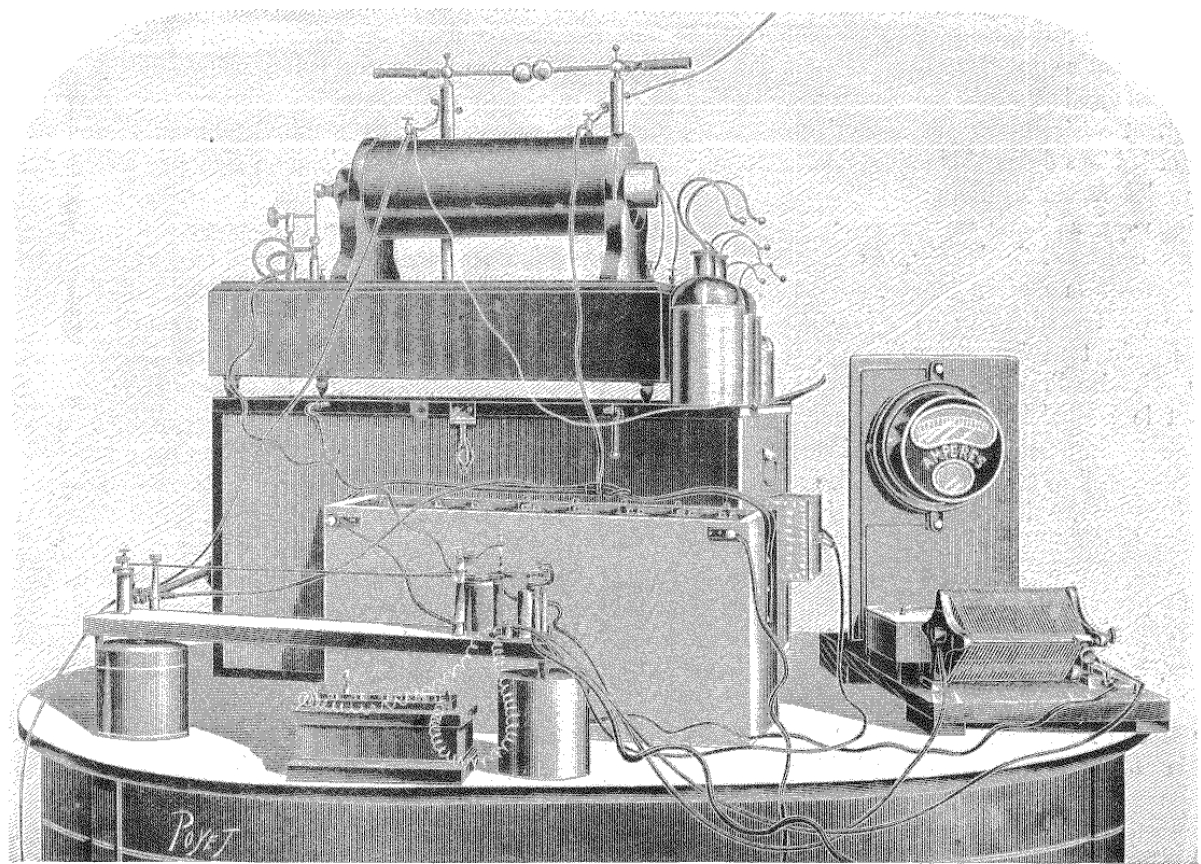
Guarini-Foresio's repeater

Il Governo Italiano lo nominò Ordine Cavalleresco della Corona.
Approfondì le sue ricerche in Belgio, precisamente a Bruxelles.
Dopo lo storico esperimento transatlantico della telegrafia senza fili di Marconi del 12 dicembre 1901, Guarini ripeté l'esperimento tra Parigi e Bruxelles sulla distanza di 171 miglia con l'aggiunta dei suoi ripetitori.
.
Il ripetitore automatico divenne obsoleto solo molti anni dopo con l'invenzione della valvola termoionica.

## Pubblicazioni
Numerose furono le sue pubblicazioni, soprattutto in lingua francese, che trattavano prevalentemente i seguenti argomenti:
- Guarini E. 1899, ‘Répétiteurs pour la télégraphie sans fil à toutes distances’, Brevet Belge №142911. 27 mai 1899, Recueil spécial des brevets d’invention. Bruxelles, Ministère de l’Intérieur,
- Guarini-Foresio É. 1899, ‘Télégraphie électrique sans fil. Répétiteurs’. Liége: impr. de H. Poncelet. 16 p.,
- Guarini Foresio Emilio. Télégraphie sans fil. // Le Mois scientifique et industriel: revue internationale d'information. Paris. Octobre 1899. №5. Р. 288,
- Guarini-Foresio E. 1899, ‘Installation pour transmettre l'énergie électrique dans une direction déterminée et pour la recevoir’. - Brevet Suisse № 21413, 21 décembre,
- Guarini-Foresio Emil. Schaltungseinrichtung einer Zwischenstation für Funkentelegraphie. – Österreichische Patentschrift № 11484, Klasse 21a. – Angemeldet am 16. August 1899. – Beginn der Patentdauer: 15. November 1902,
- Guarini-Foresio Emile. Improvements in Apparatus for Wireless Telegraphy. – UK Patent №25591. – Application number GB189925591 (A). – Date of Application (in United Kingdom): 27 Dec., 1899. – First Foreign Application (in Belgium): 27–05–1899. – Accepted: 27 Feb., 1901,
- Guarini-Foresio E. 1900, ‘Improvements in the Method of Transmitting Electric Energy through Ether, and Devices for same’. – UK Patent № 1555. Application number GB190001555 (A). - Date of Application: 24 Jan., 1900. – Accepted: 24 Jan., 1901,
- Guarini Foresio Emilio. Transmission de l'électricité sans fil. – Liege: impr. de H.Poncelet. 1900. 69 p.,
- Guarini-Foresio E. 1903, ‘La télégraphie sans fil, l'œuvre de Marconi: traduit du Scientific American de New-York.’ Bruxelles: Ramlot frères et soeurs. 64 p.k.,
- Il telegrafo in Europa,
- Il telegrafo elettrico,
- Le origini elettriche,
- L'esplosione elettrica,
- L'elettricità in Europa,
- L'opera di Marconi.

## Titoli rivestiti
- Membro della Società belga di elettricità e degli ingegneri industriali.
- Docente di meccanica ed elettricità nella Scuola Professionale di Lima.
- Fondatore della Scuola Industriale di Panama.
- Consigliere tecnico anziano della Repubblica Dominicale di Panama e del Perù.
- Delegato della Repubblica Domenicale alle conferenze internazionali di Parigi e Bruxelles.